# James Johnson
James Patrick Johnson (Wyoming, 20 de Fevereiro de 1987) é um jogador norte-americano de basquete profissional que atualmente joga no Indiana Pacers da National Basketball Association (NBA).
Ele jogou basquete universitário pelo Wake Forest e foi selecionado pelo Chicago Bulls como a 16º escolha geral no draft da NBA de 2009. 
Na NBA, ele jogou no Toronto Raptors, Sacramento Kings, Memphis Grizzlies, Miami Heat, Minnesota Timberwolves, Dallas Mavericks, New Orleans Pelicans e Brooklyn Nets.

## Carreira no ensino médio
Johnson estudou na Cheyenne East High School em Cheyenne, Wyoming. Durante seu último ano, ele teve médias de 28 pontos e nove rebotes.
Considerado um recruta de quatro estrelas pelo Rivals.com, Johnson foi listado como o 16º melhor Ala e o 62º melhor jogador no país em 2007.

## Carreira universitária
Como calouro na Universidade Wake Forest em 2007-08, Johnson teve um impacto instantâneo. Ele foi selecionado para a Terceira-Equipe da ACC e terminou em segundo lugar na votação de Calouro do Ano da ACC, enquanto liderava a equipe em pontuação e rebote.
Em seu segundo ano, Johnson novamente liderou a equipe em rebote e levou a equipe a um recorde de 24-5. Ele foi novamente nomeado para a Terceira-Equipe da ACC. Após a temporada, Johnson declarou sua elegibilidade para o draft da NBA de 2009.

## Carreira profissional

### Chicago Bulls (2009-2011)
Johnson foi selecionado pelo Chicago Bulls como a 16º escolha geral no draft da NBA de 2009. Em 8 de julho de 2009, assinou seu primeiro contrato profissional com os Bulls.
Em 27 de janeiro de 2011, Johnson foi designado para o Iowa Energy da G-League. Em 14 de fevereiro de 2011, ele foi chamado pelos Bulls.

### Toronto Raptors (2011-2012)
Em 22 de fevereiro de 2011, Johnson foi negociado com o Toronto Raptors em troca da escolha da primeira rodada de 2011 que haviam adquirido do Miami Heat.

### Sacramento Kings (2012-2013)
Em 16 de julho de 2012, Johnson foi negociado com o Sacramento Kings em troca de uma escolha de segunda rodada no draft de 2014.
Em 28 de dezembro de 2012, Johnson acertou uma cesta de três pontos que deu aos Kings uma vitória por 106-105 sobre o New York Knicks.

### Atlanta Hawks (2013)
Em 30 de setembro de 2013, assinou com o Atlanta Hawks. Ele foi dispensado em 21 de outubro.

### Rio Grande Valley Vipers (2013)
Em novembro de 2013, Johnson assinou com o Rio Grande Valley Vipers da G-League. Em 10 jogos com os Vipers, ele teve médias de 18,5 pontos, 9,1 rebotes, 4,8 assistências, 1,9 roubos e 3,4 bloqueios.

### Memphis Grizzlies (2013-2014)
Em 16 de dezembro de 2013, Johnson assinou com o Memphis Grizzlies.

### Retorno a Toronto (2014-2016)
Em 17 de julho de 2014, Johnson assinou com o Toronto Raptors, retornando para uma segunda temporada.
Em 19 de dezembro de 2014, em Detroit, após a enterrada de Johnson sobre Andre Drummond, Drummond bateu nele com o antebraço e o quadril. Isso desencadeou uma briga que viu Drummond receber uma falta flagrante e quatro faltas técnicas. Após o jogo, Johnson disse: "Isso foi nojento, mas isso é basquete. Não espero nada menos de ninguém que esteja tentando ganhar. A frustração se instala quando você quer ganhar. Sem ressentimentos". A citação de Johnson, combinada com a enterrada, ganhou o burburinho nas redes sociais pelos fãs dos Raptors, ganhando popularidade como um bordão associado a ele a ponto de gerar vendas de camisetas online para uma campanha de caridade.
Em 21 de fevereiro de 2015, Johnson marcou 27 pontos na derrota por 76-98 para o Houston Rockets.

### Miami Heat (2016-2020)
Em 10 de julho de 2016, Johnson assinou um contrato de um ano e US$ 4 milhões com o Miami Heat.
Ele fez sua estreia pelo Heat na abertura da temporada em 26 de outubro de 2016, registrando 11 pontos e seis assistências na vitória por 108-96 sobre o Orlando Magic. Em 10 de fevereiro de 2017, ele marcou 26 pontos na vitória por 108-99 sobre o Brooklyn Nets, ajudando o Heat a registrar sua 13ª vitória consecutiva. Em 5 de abril de 2017, ele acertou 6 dos 7 arremessos de três pontos e teve 26 pontos na vitória por 112-99 sobre o Charlotte Hornets.
Em 7 de julho de 2017, Johnson assinou um contrato de 3 anos e US$ 43 milhões com o Heat. Em 19 de março de 2018, ele marcou 31 pontos na vitória por 149-141 sobre o Denver Nuggets.

### Minnesota Timberwolves (2020)
Em 6 de fevereiro de 2020, Johnson foi negociado com o Minnesota Timberwolves em uma troca de três equipes.

### Dallas Mavericks (2020-2021)
Em 20 de novembro de 2020, Johnson, juntamente com Aleksej Pokuševski e a escolha de segunda rodada de 2024, foi negociado para o Oklahoma City Thunder em troca de Ricky Rubio, Jaden McDaniels e Immanuel Quickley.
Em 27 de novembro, Johnson foi negociado com o Dallas Mavericks em uma negociação de três equipes que também envolveu o Detroit Pistons.

### New Orleans Pelicans (2021)
Em 26 de março de 2021, Johnson, juntamente com Wes Iwundu e uma escolha de segunda rodada, foi negociado com o New Orleans Pelicans em troca de JJ Redick e Nicolò Melli.

### Brooklyn Nets (2021-2022)
Em 6 de agosto de 2021, Johnson assinou um contrato de 1 ano e US$ 2,6 milhões com o Brooklyn Nets. Em 1º de março de 2022, ele registrou 19 pontos na derrota por 108-109 para o Toronto Raptors. Em 7 de abril, Johnson foi dispensado pelos Nets.

### Indiana Pacers (2022–Presente)
Em 16 de setembro de 2022, Johnson assinou contrato com o Indiana Pacers. No dia 9 de fevereiro de 2023, ele foi dispensado junto com Goga Bitadze para abrir espaço para as novas aquisições de última hora da janela de transferências: Jordan Nwora, George Hill e Serge Ibaka. Quatro dias depois, ele voltou a assinar com os Pacers para o restante da temporada após a dispensa de Ibaka.
No dia 15 de dezembro de 2023, Johnson voltou a assinar com os Pacers. Após jogar apenas cinco partidas, Johnson foi dispensado no dia 17 de janeiro de 2024 para concluir uma troca por Pascal Siakam. Dois dias depois, ele assinou um contrato de 10 dias com os Pacers e, no dia 29 de janeiro, assinou um segundo contrato de 10 dias. No dia 8 de fevereiro, ele assinou com os Pacers para o restante da temporada.

## Estatísticas da carreira

### NBA

#### Temporada regular
| Ano      | Equipe      | PJ  | PT  | MPJ  | AP   | 3P   | LL    | RT  | AS  | BR  | TO  | PPJ  |
| -------- | ----------- | --- | --- | ---- | ---- | ---- | ----- | --- | --- | --- | --- | ---- |
| 2009–10  | Chicago     | 65  | 11  | 11.6 | .452 | .326 | .729  | 2.0 | .7  | .3  | .7  | 3.9  |
| 2010–11  | Chicago     | 13  | 0   | 9.5  | .415 | .222 | .462  | 1.8 | 1.1 | .6  | .7  | 3.2  |
| 2010–11  | Toronto     | 25  | 25  | 28.0 | .464 | .240 | .707  | 4.7 | 3.0 | 1.0 | 1.1 | 9.2  |
| 2011–12  | Toronto     | 62  | 40  | 25.2 | .450 | .317 | .704  | 4.7 | 2.0 | 1.1 | 1.4 | 9.1  |
| 2012–13  | Sacramento  | 54  | 11  | 16.3 | .413 | .095 | .597  | 2.7 | 1.1 | .8  | .9  | 5.1  |
| 2013–14  | Memphis     | 52  | 4   | 18.4 | .464 | .253 | .844  | 3.2 | 2.1 | .8  | 1.1 | 7.4  |
| 2014–15  | Toronto     | 70  | 17  | 19.6 | .589 | .216 | .657  | 3.7 | 1.4 | .8  | 1.0 | 7.9  |
| 2015–16  | Toronto     | 57  | 32  | 16.2 | .475 | .303 | .574  | 2.2 | 1.2 | .5  | .6  | 5.0  |
| 2016–17  | Miami       | 76  | 5   | 27.4 | .479 | .341 | .707  | 4.9 | 3.6 | 1.0 | 1.1 | 12.8 |
| 2017–18  | Miami       | 73  | 41  | 26.6 | .503 | .308 | .698  | 4.9 | 3.8 | 1.0 | .7  | 10.8 |
| 2018–19  | Miami       | 55  | 33  | 21.2 | .433 | .336 | .714  | 3.2 | 2.5 | .6  | .5  | 7.8  |
| 2019–20  | Miami       | 18  | 0   | 15.6 | .448 | .356 | .571  | 2.9 | 1.2 | .3  | .7  | 5.7  |
| 2019–20  | Minnesota   | 14  | 1   | 24.1 | .500 | .370 | .676  | 4.7 | 3.8 | 1.4 | 1.4 | 12.0 |
| 2020–21  | Dallas      | 29  | 1   | 17.4 | .462 | .250 | .586  | 3.0 | 1.7 | .8  | .8  | 5.7  |
| 2020–21  | New Orleans | 22  | 11  | 24.5 | .434 | .267 | .596  | 4.1 | 2.2 | .8  | .9  | 9.2  |
| 2021–22  | Brooklyn    | 62  | 10  | 19.2 | .469 | .271 | .527  | 3.5 | 2.1 | .5  | .5  | 5.5  |
| 2022–23  | Indiana     | 12  | 1   | 8.2  | .370 | .300 | .750  | 1.3 | .6  | .3  | .4  | 2.2  |
| 2023–24  | Indiana     | 9   | 0   | 5.2  | .300 | .000 | 1.000 | .4  | .9  | .6  | .1  | .9   |
| Carreira | Carreira    | 768 | 243 | 18.5 | .451 | .265 | .672  | 3.2 | 1.9 | .7  | .8  | 6.8  |

#### Playoffs
| Ano      | Equipe   | PJ | PT | MPJ  | AP   | 3P   | LL   | RT  | AS  | BR  | TO  | PPJ  |
| -------- | -------- | -- | -- | ---- | ---- | ---- | ---- | --- | --- | --- | --- | ---- |
| 2010     | Chicago  | 4  | 0  | 5.0  | .000 | .000 | –    | .3  | .3  | .0  | .0  | .0   |
| 2014     | Memphis  | 3  | 0  | 9.3  | .333 | .400 | .700 | 2.0 | .0  | .3  | .0  | 6.3  |
| 2015     | Toronto  | 2  | 0  | 6.0  | .333 | –    | .000 | 1.0 | .5  | .0  | .0  | 2.0  |
| 2016     | Toronto  | 10 | 0  | 9.8  | .480 | .444 | .667 | 1.5 | .6  | .3  | .0  | 3.0  |
| 2018     | Miami    | 5  | 5  | 32.2 | .548 | .538 | .643 | 6.0 | 4.8 | 1.2 | 1.2 | 12.4 |
| 2024     | Indiana  | 1  | 0  | 1.0  | —    | —    | .500 | .0  | .0  | .0  | .0  | 1.0  |
| Carreira | Carreira | 25 | 5  | 10.5 | .338 | .345 | .502 | 1.8 | 1.0 | .3  | .1  | 4.1  |

### Universitário
| Ano      | Equipe      | PJ | PT | MPJ  | AP   | 3P   | LL   | RT  | AS  | BR  | TO  | PPJ  |
| -------- | ----------- | -- | -- | ---- | ---- | ---- | ---- | --- | --- | --- | --- | ---- |
| 2007–08  | Wake Forest | 30 | 28 | 29.2 | .487 | .280 | .689 | 8.1 | 1.2 | 1.4 | 1.3 | 14.6 |
| 2008–09  | Wake Forest | 31 | 31 | 30.5 | .542 | .319 | .697 | 8.5 | 2.0 | 1.4 | 1.5 | 15.0 |
| Carreira | Carreira    | 61 | 59 | 29.8 | .514 | .299 | .693 | 8.3 | 1.6 | 1.4 | 1.4 | 14.8 |

Fonte:

## Vida pessoal
Johnson é de herança afro-americana e samoana. Ele é faixa preta em Karatê, tem um recorde de kickboxing de 20-0 e também lutou no MMA.
Ele tem uma tatuagem do nome do filho, "Naymin", inscrita no pescoço da frente.

Johnson foi preso por agressão doméstica em 7 de junho de 2014, depois de supostamente bater e sufocar sua esposa, Callie, em sua casa. Em 30 de junho de 2014, o caso de agressão doméstica contra Johnson foi arquivado depois que sua esposa não compareceu ao tribunal. O casal mais tarde se divorciou, com Callie ganhando a custódia de seu filho.